# Serkan Kurtuluş
Fatih Serkan Kurtuluş (* 1. Januar 1990 in Bursa, Türkei) ist ein türkischer Fußballspieler.

## Karriere
Kurtuluş begann seine Karriere im Jahr 2000 in der Jugend von Bursaspor. Er stieg im Jahr 2006 in die erste Mannschaft auf. In seinem ersten Spiel, am 24. November 2006, gegen Beşiktaş Istanbul war er der jüngste Spieler der Süper Lig aller Zeiten. Diesen Rekord hält Serkan jedoch nicht mehr. In zwei Jahren bei Bursaspor spielte er als rechts Außenverteidiger 20 Spiele ohne Tor. Nach dem Ende der Saison 2007/08 erhielt er keinen neuen Vertrag.
Galatasaray verpflichtete ihn, aufgrund vieler Verletzungen von Spielern auf der rechten Außenbahn, am letzten Tag der Transferperiode im Sommer 2008.
Zur Saison 2012/13 wurde er vom Galatasaray freigestellt. Daraufhin wechselte er am ersten Spieltag der Saison zu den Hauptstädtern von Gençlerbirliği Ankara.
Bei den Hauptstädtern verweilte er nur zwei Spielzeiten und zog im Sommer 2014 zum Zweitligisten Kayserispor weiter. Mit diesem Verein erreichte er zum Saisonende die Zweitligameisterschaft und damit den Aufstieg in die Süper Lig.
Im Sommer 2015 wechselte er zusammen mit seinem Teamkollegen Berkay Değirmencioğlu, Mehmet Eren Boyraz und Çağlar Birinci zum Zweitligisten Karşıyaka SK. Bereits zur nächsten Rückrunde zog er zum Stadt- und Ligarivalen Göztepe Izmir weiter. Am letzten Tag der Sommertransferperiode wurde sein noch laufender Vertrag hier vorzeitig aufgelöst. Da er kurzfristig sich mit keinem anderen Verein einigen konnte, blieb er in der Saison 2016/17 vereinslos. Die Rückrunde dieser Saison spielte er für den Drittligisten Anadolu Selçukspor.
Zur Saison 2017/18 wechselte er zum Zweitligisten Elazığspor. Nach eineinhalb Spielzeiten löste er nach ausstehender Gehaltszahlungen seinen Vertrag auf und wechselte zum Erstligisten Büyükşehir Belediye Erzurumspor.

## Privates
Sein älterer Bruder Serdar Kurtuluş ist ebenfalls Fußballspieler.

## Erfolg
Galatasaray Istanbul
- Türkischer Meister: 2012
- Türkischer Supercupsieger: 2012

Mit Kayserispor
- Meister der TFF 1. Lig und Aufstieg in die Süper Lig: 2014/15